# Abee (Meteorit)
Koordinaten: 54° 12′ 55″ N, 113° 0′ 23″ W
Der Meteorit Abee ist ein am 9. Juni 1952 in Alberta, Kanada, gefallener Steinmeteorit. Er wurde als EH4-chondritische Breckzie klassifiziert. Insgesamt wurden 107 kg geborgen.
Der Einschlag erzeugte einen Krater von 1,7 m Durchmesser, in dem der Meteorit in einer Tiefe von 1,5 m lag.
Abee ist der bisher größte bekannte Enstatit-Chondrit. Aufgrund seiner Zusammensetzung und Textur wird geschlossen, dass er eine sehr impaktreiche Geschichte hinter sich haben muss. Interessant ist auch, dass er, verglichen mit anderen Meteoriten, relativ arm an Sauerstoff ist. Daraus wird geschlossen, dass sein Mutterkörper in einem sauerstoffarmen Bereich der protoplanetaren Scheibe entstanden ist. Abee wurde deswegen auch schon mit Merkur in Verbindung gebracht, was allerdings bisher umstritten ist.

## Abee als Typlokalität
Der Meteorit gilt als Typlokalität für das von Masaaki Shimizu, Hideto Yoshida und Joseph A. Mandarino erstbeschriebene und 2001 anerkannte Mineral Keilit, das nach dem deutsch-US-amerikanischen Mineralogen Klaus Keil benannt wurde.

Siehe auch: Liste von Meteoriten